# جاسمين باوليني
جاسمين باوليني (مواليد 4 يناير 1996) هي لاعبة تنس محترفة إيطالية، أعلى تصنيف لها في الفردي كان ال44 في فبراير 2022.

## روابط خارجية
- جاسمين باوليني على موقع رابطة محترفات التنس (الإنجليزية)
- جاسمين باوليني على موقع الاتحاد الدولي لكرة المضرب (الإنجليزية)
- جاسمين باوليني على موقع كأس بيلي جين كينغ (الإنجليزية)
- جاسمين باوليني على موقع بطولة ويمبلدون (الإنجليزية)
- جاسمين باوليني على موقع خلاصة التنس.كوم (الإنجليزية)
- جاسمين باوليني على موقع إي إس بي إن.كوم (الإنجليزية)
- جاسمين باوليني على موقع اللجنة الأولمبية الدولية (الإنجليزية)
- جاسمين باوليني على موقع أوليمبيديا (الإنجليزية)
- جاسمين باوليني على موقع اللجنة الأولمبية الإيطالية (الإيطالية)